# Đệ Nhị Cộng hòa Philippines
Đệ nhị Cộng hòa Philippines, gọi chính thức là nước Cộng hòa Philippines (tiếng Nhật: フィリピン共和国, đã Latinh hoá: Firipin kyōwakoku, tiếng Filipino: Repúbliká ng Pilipinas), tại Philippines còn gọi là Cộng hòa Philippines do Nhật đỡ đầu, là một nhà nước bù nhìn được thành lập vào ngày 14 tháng 10 năm 1943 và tồn tại đến ngày 17 tháng 8 năm 1945, trong thời kỳ Nhật Bản chiếm đóng Philippines.

## Bối cảnh
Tổng thống Manuel L. Quezon tuyên bố thủ đô Manila là một "thành phố không phòng bị" và để lại thành phố cho Jorge B. Vargas cai quản với tư cách thị trưởng. Quân Nhật tiến vào thành phố trong ngày 2 tháng 1 năm 1942, họ lập thành phố làm thủ đô. Nhật Bản hoàn toàn chiếm lĩnh Philippines vào ngày 6 tháng 5 năm 1942, sau trận Corregidor.
Tướng quân Masaharu Homma ra lệnh hủy bỏ Thịnh vượng chung Philippines và lập Ủy ban Hành chính Philippines, với Vargas làm chủ tịch trong tháng 1 năm 1942. KALIBAPI (tiếng Tagalog: Kapisanan sa Paglilingkod sa Bagong Pilipinas), một liên minh chính trị được thành lập theo Tuyên bố số 109 của Ủy ban Hành chính Philippines, một luật được thông qua vào ngày 8 tháng 12 năm 1942, cấm chỉ toàn bộ các chính đảng hiện hữu và lập liên minh cầm quyền mới. Tổng đốc đầu tiên là Benigno Aquino, Sr.. Đảng Ganap thân Nhật xem Nhật là cứu tinh của quần đảo, được hấp thu vào KALIBAPI.

### Độc lập

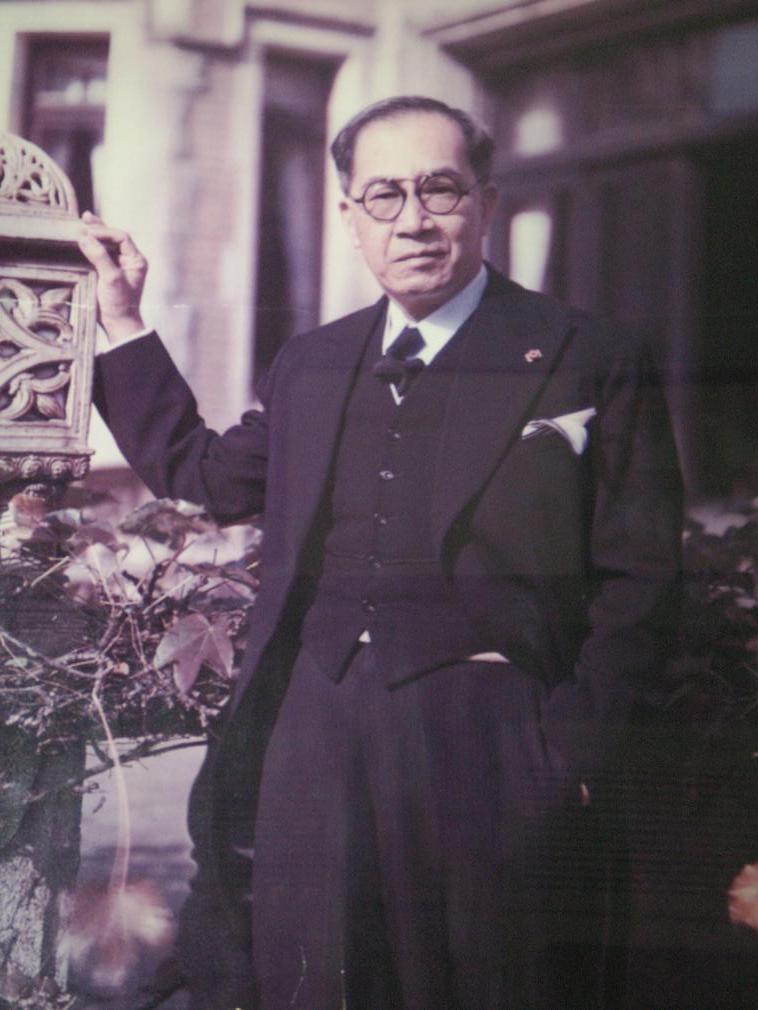
José Paciano Laurel là tổng thống duy nhất của Đệ nhị Cộng hòa Philippines.

Trước khi thành lập Ủy ban Trù bị, người Nhật đưa ra một lựa chọn là đặt Philippines dưới quyền lực độc tài của Artemio Ricarte, là người Nhật Bản đưa về từ Yokohama nhằm giúp bênh vực cho vận động tuyên truyền của Nhật Bản. Tuy nhiên, Ủy ban Hành chính Philippines bác bỏ lựa chọn này và lựa chọn lập một cộng hòa. Trong chuyến công du đầu tiên của ông đến Philippines vào ngày 6 tháng 5 năm 1943, Thủ tướng Hideki Tōjō hứa sẽ trao trả độc lập cho Philippines trong nỗ lực tuyên truyền của họ về chủ nghĩa liên Á.
Điều này thúc đẩy KALIBAPI lập Ủy ban Trù bị Philippines độc lập vào ngày 19 tháng 6 năm 1943. Một dự thảo hiến pháp được ủy ban này tạo ra, với 20 thành viên đến từ KALIBAPI. Ủy ban Trù bị nằm dưới quyền của José P. Laurel, trình dự thảo hiến pháp vào ngày 4 tháng 9 năm 1943, và ba ngày sau đại hội KALIBAPI phê chuẩn dự thảo hiến pháp.
Đến ngày 20 tháng 9 năm 1943, các nhóm đại biểu của KALIBAPI trong các tỉnh thành bầu nội bộ ra 54 thành viên của Quốc hội Philippines, cơ quan lập pháp quốc gia, cộng thêm 54 thống đốc và thị trưởng là các thành viên đương nhiên.
Ba ngày sau khi lập Quốc hội, phiên họp khai mạc của nó được tổ chức tại Tòa nhà Lập pháp và bầu Benigno S. Aquino làm chủ tịch quốc hội và bầu José P. Laurel làm tổng thống. Ông nhậm chức vào ngày 14 tháng 10 năm 1943, khi thành lập nền cộng hòa tại Tòa nhà Lập pháp. Cựu tổng thống Emilio Aguinaldo và Tướng quân Artemio Ricarte nâng cao quốc kỳ Philippines trong lễ nhậm chức, với thiết kế tương tự như trong Chiến tranh Philippines-Hoa Kỳ.
Trong cùng ngày, một "Hiệp ước Liên minh" được ký kết giữa nước cộng hòa mới và chính phủ Nhật Bản, hai ngày sau nó được Quốc hội Philippines phê chuẩn.

## Cộng hòa

### Nội các
| Quan chức                                     | Tên                  | Nhiệm kỳ  |
|                                               |                      |           |
| Tổng thống                                    | José P. Laurel       | 1943–1945 |
| Phó Tổng thống                                | Benigno S. Aquino    | 1943–1945 |
| Thủ tướng                                     | Jorge B. Vargas      | 1943-1945 |
|                                               |                      |           |
| Bộ trưởng Nông nghiệp và Thương mại           | Rafael Alunan        | 1943–1945 |
| Bộ trưởng Y tế, Lao động và Đào tạo công cộng | Emiliano Tria Tirona | 1943–1945 |
| Bộ trưởng Tài chính                           | Antonio de las Alas  | 1943–1945 |
| Bộ trưởng Ngoại giao                          | Claro M. Recto       | 1943–1945 |
| Bộ trưởng Tư pháp                             | Teofilo Sison        | 1943–1945 |
| Bộ trưởng Giáo dục                            | Camilo Osías         | 1943–1945 |
| Bộ trưởng Công chính và Truyền thông          | Quentin Paredes      | 1943–1945 |

### Hội nghị Đại Đông Á
Hội nghị Đại Đông Á (大東亜会議 Dai Tōa Kaigi) là một hội nghị thượng đỉnh quốc tế được tổ chức tại Tokyo từ ngày 5 đến ngày 6 tháng 11 năm 1943. Hội nghị ít có kết quả thực chất nào, mà nhằm mục tiêu từ đầu là để tuyên truyền cho cam kết của Nhật Bản với lý tưởng liên Á và để nhấn mạnh vai trò của họ là "người giải phóng" châu Á khỏi chủ nghĩa thực dân phương Tây.

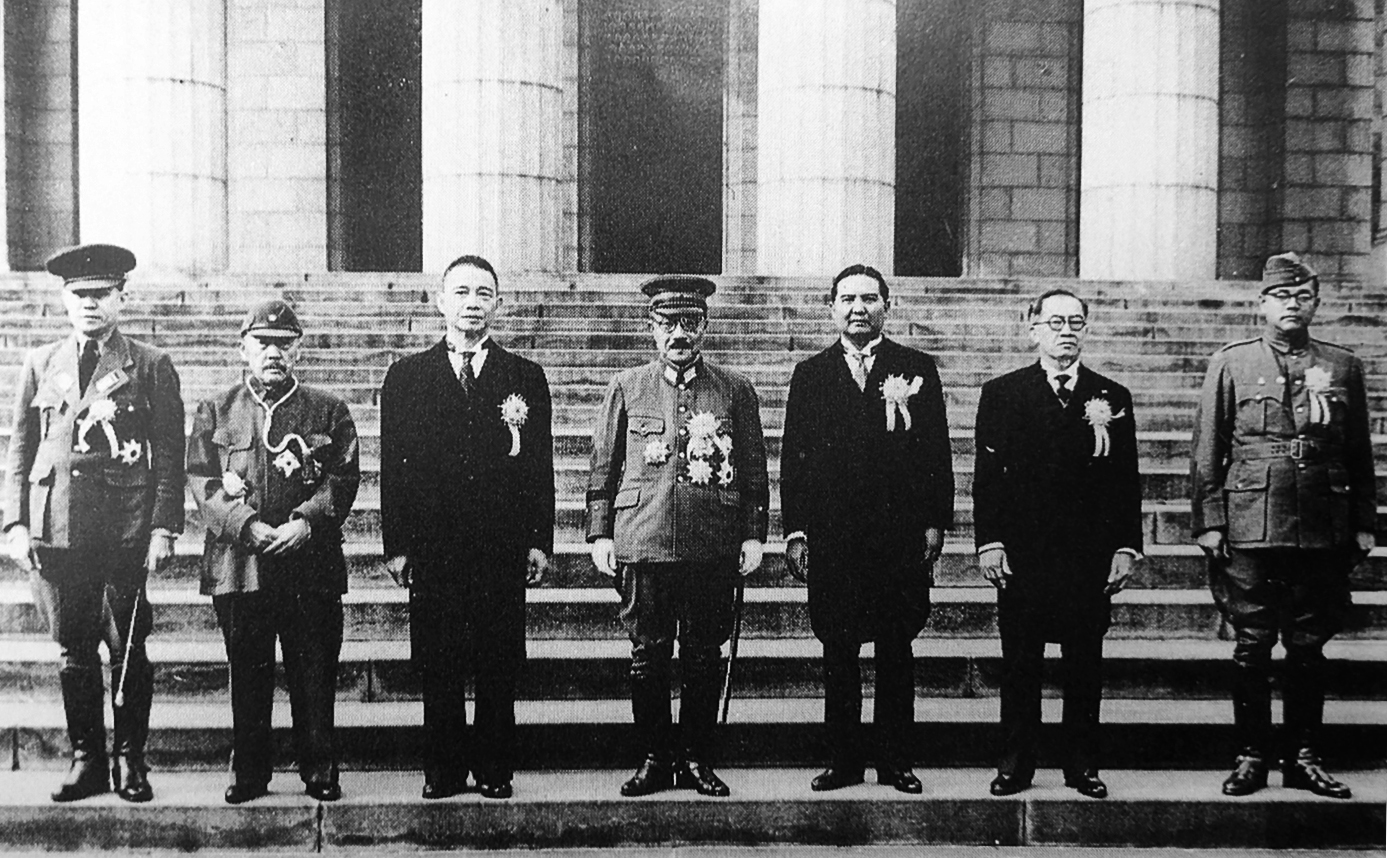
Hội nghị Đại Đông Á trong tháng 11 năm 1943, những người tham dự từ trái sang phải: Thủ tướng Miến Điện Ba Maw, Thủ tướng Mãn Châu Quốc Trương Cảnh Huệ, Tổng thống Trung Quốc (Nam Kinh) Uông Tinh Vệ, Thủ tướng Nhật Bản Hideki Tōjō, Thủ tướng Thái Lan Wan Waithayakon, Tổng thống Philippines José P. Laurel, Tổng thống Ấn Độ tự do Subhas Chandra Bose

Hội nghị với tuyên bố chính thức vào ngày 6 tháng 11 chỉ là một cử chỉ tuyên truyền nhằm thu thập sự ủng hộ khu vực cho giai đoạn mới của đại chiến, phác thảo các lý tưởng đấu tranh. Tuy nhiên, hội nghị đánh dấu mốc trong chính sách ngoại giao của Nhật Bản và quan hệ giữa họ với các quốc gia châu Á khác. Thất bại của quân Nhật tại Guadalcanal và gia tăng nhật thức về tính hạn chế của năng lực quân sự Nhật Bản khiến giới lãnh đạo dân sự Nhật Bản nhận thức rằng một khuôn khổ dựa trên hợp tác, thay vì thống trị thực dân có thể huy động nhiều hơn nhân lực và tài nguyên chống lại lực lượng Đồng Minh đang nổi lên. Đây cũng là khởi đầu cho các nỗ lực nhằm lập một khuôn khổ theo đó cho phép một số hình thức thỏa hiệp ngoại giao khi giải pháp quân sự hoàn toàn thất bại. Tuy nhiên, các động thái này là quá trễ để cứu Đế quốc, họ đầu hàng Đồng Minh chưa đầy hai năm sau hội nghị.

### Các vấn đề
Trong nhiệm kỳ của mình, Laurel phải đối diện với nhiều vấn đề quốc gia, chẳng hạn như:
- Thiếu hụt lương thực, y phục, dầu, và các nhu yếu phẩm khác.
- Hiện diện quân sự cao độ của Nhật Bản trên toàn khu vực.[8]
- Nhật Bản kiểm soát giao thông, báo chí và thông tin.

Laurel nỗ lực nhằm thể hiện rằng độc lập của cộng hòa là chận thực bằng cách giải quyết các vấn đề này.

### Thiếu hụt lương thực
Dành ưu tiên giải quyết thiếu hụt lương thực, ông tổ chức một cơ quan để phân phối gạo, mặc dù hầu hết gạo bị quân Nhật sung công. Manila là một trong những địa điểm tại Philippines chịu cảnh thiếu lương thực khắc nghiệt, chủ yếu do một cơn bão tấn công quần đảo trong tháng 11 năm 1943. Nhân dân buộc phải trồng các loại cây như rau muống. Nhằm nâng cao sản lượng gạo tại Philippines, người Nhật đưa đem đến lúa horai sinh trưởng nhanh, là giống được sử dụng lần đầu tại Đài Loan. Lúa Horai được dự tính khiến Philippines tự cung cấp được gạo trong năm 1943, song các cơn mưa năm 1942 ngăn cản điều này.

### Tiền Nhật Bản

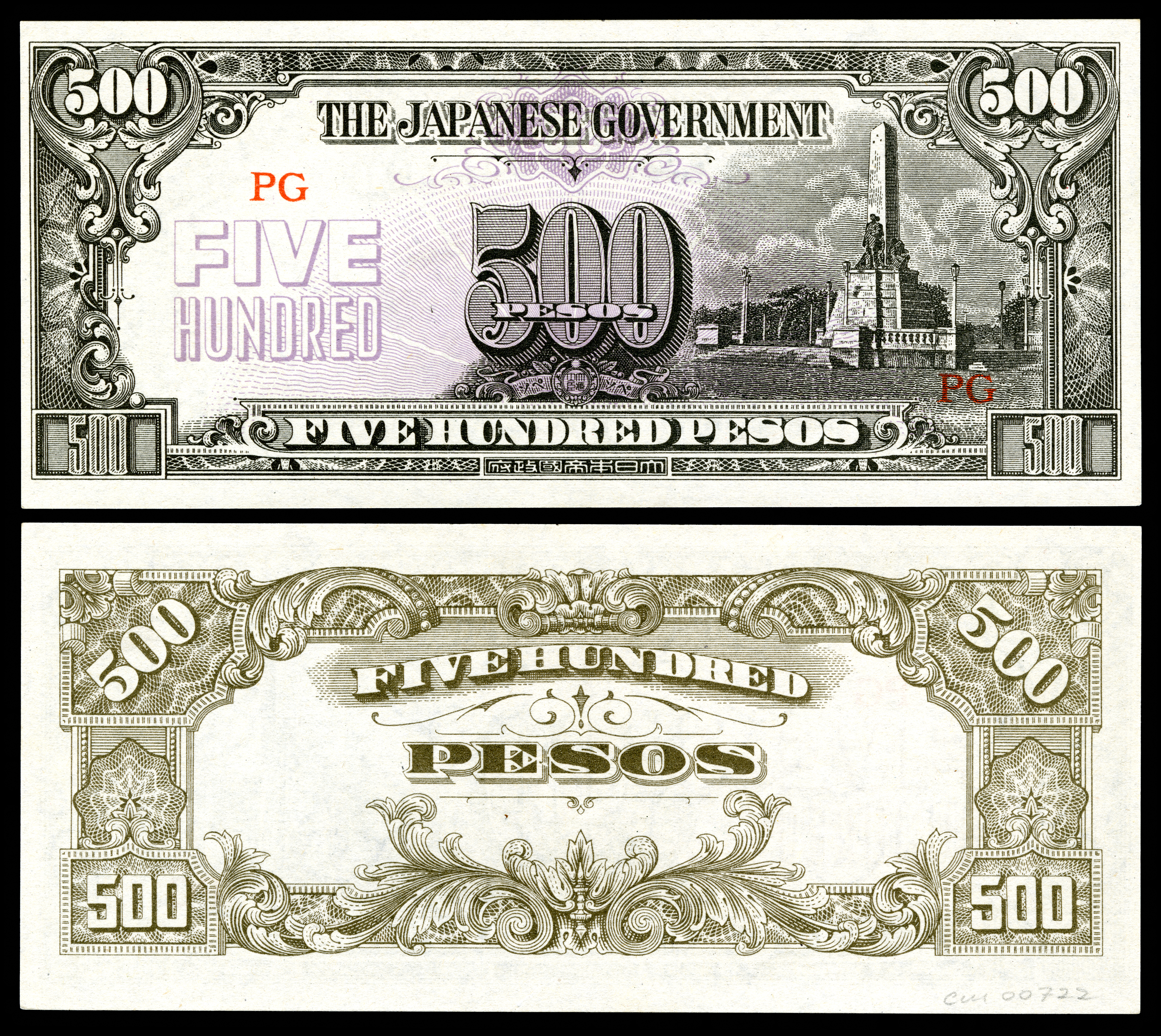
500 Peso Philippines do Nhật phát hành

Lần phát hành đầu tiên trong năm 1942 có các mệnh giá 1, 5, 10 và 50 centavo và 1, 5, và 10 Peso. Năm sau đưa ra tiếp "giấy bạc thay thế" mệnh giá 1, 5 và 10 Peso trong khi năm 1944 phát hành tờ 100 Peso và ngay sau một cuộc lạm phát lại phát hành tiền mệnh giá 500 Peso. Năm 1945, người Nhật phát hành tiền mệnh giá 1.000 Peso. Điều này khiến tiền mới, vốn được in từ tận trước chiến tranh, được người Philippines gọi là tiền chuột Mickey do giá trị rất thấp do lạm phát nghiêm trọng. Các báo chống Nhật miêu tả các câu chuyện đi vào chợ với các va ly hoặc "bayong" (loại túi địa phương) đầy ngân phiếu do Nhật phát hành. Năm 1944, một hộp diêm có giá trên 100 peso chuột Mickey. Năm 1945, một kg khoai lang có giá khoảng 1000 peso chuột Mickey. Lạm phát gây hại cho đất nước với việc tiền Nhật mất giá, bằng chứng là lạm phát nghiêm trọng 60% trong tháng 1 năm 1944.

### Giáo dục

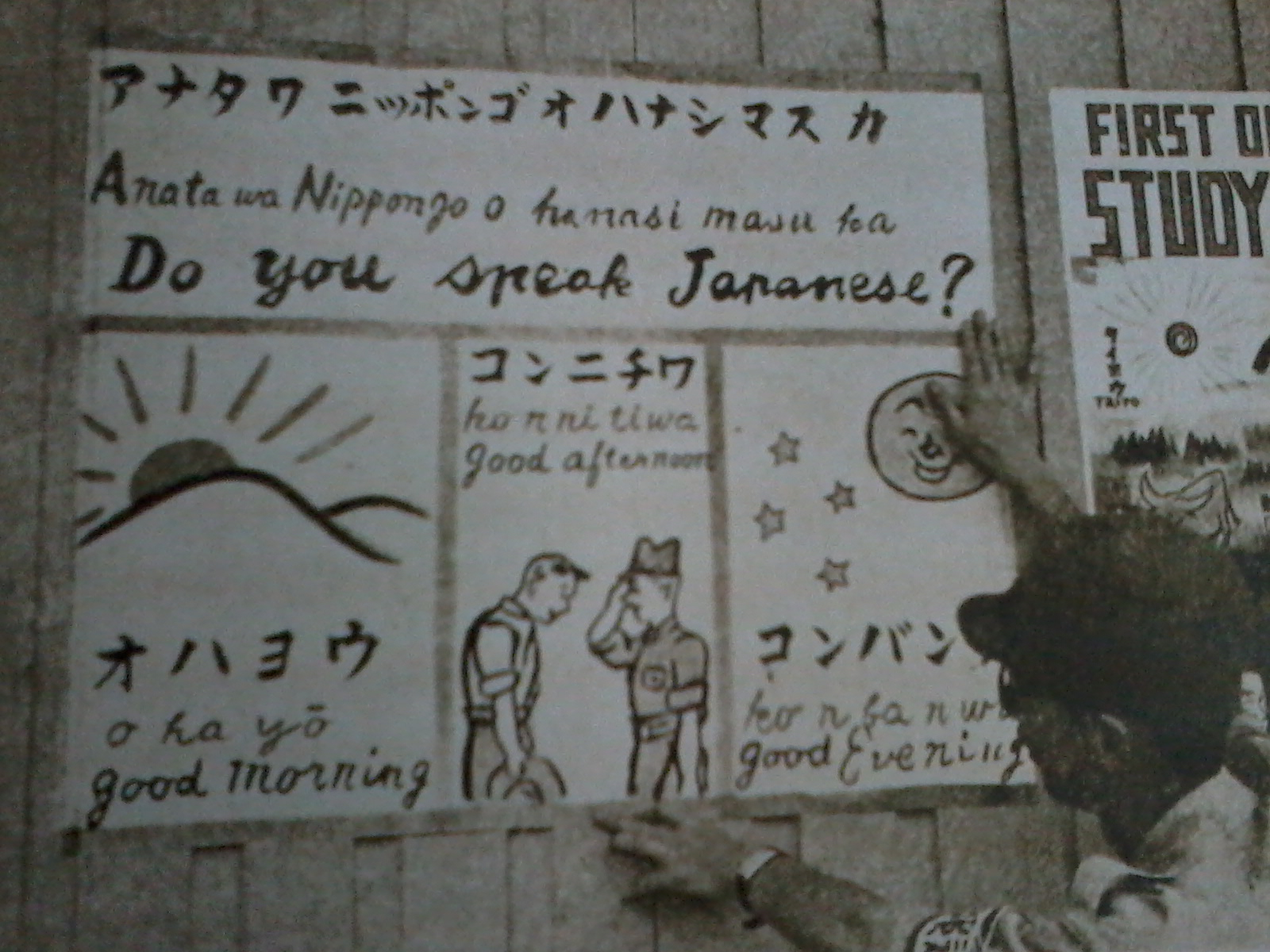
Các binh sĩ Nhật dán các bức hình để dạy tiếng Nhật.

Người Nhật cho phép tiếng Tagalog trở thành quốc ngữ của Philippines. Nhằm mục tiêu này một phiên bản giản lược gồm 1000 từ tiếng Tagalog được xúc tiến để những người chưa thành thạo ngôn ngữ này học. Tình yêu lao động được khuyến khích, như các chương trình tuyển mộ lao động lớn của KALIBAPI giữa năm 1943. Truyền bá văn hóa Philippines và Nhật Bản được tiến hành. Các trường học được mở lại, vào đỉnh cao có tổng cộng 300.000 học sinh.

### Kết thúc
Ngày 21 tháng 9 năm 1944, Laurel đặt Cộng hòa dưới thiết quân luật. Ngày 23 tháng 9 năm 1944, Cộng hòa chính thức tuyên chiến với Hoa Kỳ và Anh. Sau khi Đồng Minh trở lại, chính phủ Đệ nhị Cộng hòa triệt thoái từ Manila đến Baguio. Cộng hòa chính thức bị Laurel giải thể tại Tokyo vào ngày 17 tháng 8 năm 1945.